# Lechriodus
A Lechriodus a kétéltűek osztályának békák (Anura) rendjébe és a mocsárjáróbéka-félék (Limnodynastidae) családjába tartozó nem. 

## Elterjedése
A nembe tartozó fajok Ausztrália keleti felén, Új-Guineában valamint az Indonéziához tartozó Aru-szigeteken honosak.

## Rendszerezés
A nembe az alábbi fajok tartoznak:
- Lechriodus aganoposis Zweifel, 1972
- Lechriodus fletcheri (Boulenger, 1890)
- Lechriodus melanopyga (Doria, 1875)
- Lechriodus platyceps Parker, 1940